# Вятско-Полянский машиностроительный завод
ОАО «Вятско-Полянский машиностроительный завод „Молот“» (ВПМЗ) — машиностроительный завод в Кировской области, градообразующее предприятие города Вятские Поляны.

## История

### 1938—1991
В 1938 году в селе Вятские Поляны была открыта шпульная фабрика для обслуживания нужд текстильной промышленности, село получило статус рабочего посёлка.
С началом Великой Отечественной войны, осенью 1941 года в Вятские Поляны из подмосковного Загорска был эвакуирован машиностроительный завод № 367 Народного комиссариата вооружения СССР. Его оборудование для производства пистолета-пулемёта ППШ-41 устанавливалось на территории шпульно-катушечной фабрики. Первые ППШ-41 были отправлены на фронт уже в конце ноября 1941 года. В 1942 году было произведено 1,5 миллиона единиц. Конструкторское бюро завода возглавил создатель пистолета-пулемёта Г. С. Шпагин. В этом году рабочий посёлок получил статус города. За годы войны коллектив Вятско-Полянского машиностроительного завода выпустил более 2,5 миллионов пистолетов-пулемётов ППШ-41, за это в сентябре 1945 года завод был награждён орденом Ленина.
После окончания войны завод наряду с военным заказом стал выпускать и мирную продукцию. Было налажено производство патефонов, но спрос на них стал снижаться, так как появились более современные по тем временам радиолы и проигрыватели. Поэтому к концу 1955 года производство патефонов было прекращено. В 1955 году директором завода стал Ф.И. Трещёв, который организовал выпуск боковых прицепов к ижевским мотоциклам. Потребовались значительные производственные мощности — завод расширялся, строились новые производственные корпуса. В 1956 году перед коллективом завода ставится ещё более сложная задача — освоить выпуск советских легковых мотороллеров. Первый советский мотороллер «Вятка» был изготовлен в 1957 году. В 1960-е годы выпускаемые боковые прицепы и мотороллеры «Вятка» и «Электрон» экспортировались в 51 страну мира. В 1965 году при заводе был создан учебно-консультационный пункт Кировского политехнического института. В 1970-х годах выпуск боковых прицепов достигал 200 тысяч штук в год, мотороллеров выпускалось более 100 тысяч штук в год. В последующие годы дважды обновлялись модели легкового мотороллера и семь раз — модели бокового прицепа.
Ввиду того, что основную часть производства занимало производство военных изделий (ручных пулемётов, противотанковых комплексов, автоматических гранатомётов, см. ниже), в годы перестройки в с связи с начавшейся конверсией темпы производства упали. С целью увеличения номенклатуры выпускаемых товаров было освоено производство автоприцепов к легковым автомобилям, газовых отопительных агрегатов, микроволновых печей, деревообрабатывающих станков, газовых пистолетов, автоматов для расфасовки различных продуктов, канистр и других товаров. Был освоен выпуск небольшими партиями нового мини-мотороллера «Стриж».
Предприятие уделяло должное внимание обучению и подготовке рабочих кадров. В городе были построены три средних школы, создан учебно-консультационный пункт, учебный Центр Вятского технического университета. Многие специалисты завода получили здесь высшее образование без отрыва от производства. Успешно готовил кадры и заводской механический техникум. В рамках программы закрепления кадров осуществлялась программа по строительству жилья. К 1996 году было введено в строй около шести тысяч квадратных метров жилой площади.
Введены в строй Дворец культуры — лучший в Кировской области, стадион на 20 тысяч мест, Площадь труда. Были также построены: Дом быта, заводская медсанчасть, санаторий-профилакторий «Молот», новые детские сады, пионерский лагерь «Солнечный», Дом ветеранов.

### После 1991
Начавшийся в 2008 году экономический кризис осложнил положение завода, в 2009 году на заводе было остановлено производство из-за больших долгов.
В 2010 году на проект создания вятско-полянского промпарка на базе завода «Молот» из федерального бюджета было выделено 450 млн рублей и еще 58 млн рублей из областного. Однако эти средства были положены на счёт в банке и почти два года не использовались, а проценты шли на выплату зарплаты сотрудникам.
В 2010 году о ситуации с Вятско-Полянским «Молотом» докладывали Владимиру Путину. Тогда Путин обратился к губернатору Кировской области с просьбой не тянуть со спасением завода.
У меня к вам просьба — не терять темпа и не тянуть время.Владимир Путин
В ходе рабочей встречи в Кирове 3 февраля 2011 года премьер-министр Владимир Путин и губернатор области Никита Белых обсуждали проблему завода «Молот». Премьер-министр сообщил губернатору, что на следующей неделе будет заключен договор по реструктуризации задолженности завода «Молот» между «Ростехнологиями» и Сбербанком.
14 февраля 2011 года на совещании у Президента России Дмитрия Медведева, где обсуждались вопросы занятости населения, губернатор области Никита Белых рассказал о комплексных мерах, направленных на повышение конкурентоспособности «Молота» и использование возможностей предприятия для создания новых производств.
В феврале 2011 года в Арбитражный суд Кировской области поступило заявление о признании завода банкротом от московского кредитора ООО «МОСТ-1».
В мае 2011 года руководство завода пыталось заключить сделку с московской компанией ЗАО «Турболифт» по созданию объединенного завода роторно-вихревого оборудования. По условиям сделки завод должен был заложить свои производственные помещения. При этом не было получено согласие акционеров и совета директоров, а законность такого залога была оспорена прокуратурой, так как имущество завода находилось под арестом. В итоге, после общественного резонанса, московские инвесторы отказались от сделки.
В ноябре 2011 года на «Молот» приезжал заместитель председателя Правительства Сергей Иванов.
Не скрою, что завод «Молот» находится в кризисной ситуации. На 2012-2013 г. Минобороны РФ не предусмотрен гособоронзаказ на производство стрелкового оружия». В этом случае, как ещё раз акцентировал вице-премьер, предприятие должно развиваться по пути выпуска гражданской продукции. А для того, чтобы расширить производство продукции гражданского назначения, предприятие в срочном порядке необходимо освободить от всех мобилизационных заданий, снять режимность и секретность. Это даст возможность инвесторам свободно заходить на освобождающиеся производственные площади.Сергей Иванов
В декабре 2011 года около 2000 сотрудников завода устроили митинг с требованием выплатить зарплату, так как у людей не было средств для празднования Нового года.
В мае 2012 года 120 сотрудников устроили забастовку, позже к ним присоединились ещё 84 человека. Причина забастовки в задержке зарплаты. Общая задолженность завода перед работниками оценивалась в 50 миллионов рублей. В связи с отсутствием оборотных средств и заказов планировалось сократить 700 сотрудников «Молота». Правда позже профсоюзу удалось переубедить директора снизить эту цифру до 187 человек.

## Современное состояние

### 2013 год
За 1 полугодие 2013 года «Молот» покинули 202 человека, из них 43 по сокращению. За весь 2012 год с предприятия ушло 718 человек.
В апреле 2013 года уголовное дело на бывшего руководителя завода Геннадия Бруснигина направлено в районный суд для рассмотрения по существу. Экс-глава обвиняется в сокрытии денежных средств и имущества организации. Всего в результате действий Бруснигина было сокрыто свыше 827 миллионов 463 тысяч рублей, за счёт которых должно быть произведено взыскание недоимки по налогам, при имеющейся задолженности предприятия по налогам и сборам в размере более 53 миллионов рублей. В ходе предварительного следствия Бруснигин полностью признал свою вину. Изучив материалы уголовного дела, прокуратура согласилась с предъявленным Бруснигину обвинением и доказательствами его вины.
Под руководством госкорпорации «Ростех», при участии администрации Кировской области и государственных ведомств была разработана программа модернизации, которая реализуется на предприятии с четвертого квартала 2012 года. Ситуация пока остается сложной, но уже не кажется безнадежной. Введение на предприятии процедуры наблюдения по сути наложило мораторий на взыскание долгов и позволило сконцентрировать усилия на главных направлениях процесса финансово-экономической стабилизации. В первый этап комплекса антикризисных мер была включена оптимизация затрат по всем направлениям. Результатом стало улучшение финансовой ситуации. За первую половину этого года ОАО «Молот» показал прибыль в размере более 27 миллионов рублей, чего не наблюдалось уже на протяжении трех лет. Объем продаж гражданского оружия увеличился по сравнению с аналогичным периодом прошлого года более чем на 30 процентов. Расширен и обновлен модельный ряд спортивно-охотничьего оружия. Заключены и уже выполняются контракты на поставку спецпродукции на общую сумму более 198 миллионов рублей, при непосредственном посредничестве и содействии структур госкорпорации «Ростех». На протяжении десяти месяцев предприятие не имеет задолженности перед работниками. Впервые за три года была дважды индексирована заработная плата. Фонд оплаты труда увеличился на более чем на 15 процентов.
30 октября завод был признан банкротом. По решению Арбитражного суда Кировской области на Вятско-Полянском машиностроительном заводе «Молот» вводится процедура конкурсного производства — следующий шаг реализации программы по стабилизации финансово-экономического положения на предприятии, задачей которого является значительное снижение долговой нагрузки на ОАО «Молот» за счет удовлетворения требований кредиторов. В ходе конкурсного производства остановки производства на заводе «Молот» не произошло. Производственная деятельность продолжена на ООО «Молот-Оружие».

### 2014 год
К июлю 2014 года все работники завода ОАО «Молот» будут переведены в ООО «Молот-Оружие», по словам Сергея Уржумцева. «Счета нашего предприятия не заблокированы, и мы имеем возможность перекредитоваться для увеличения оборотных средств. Кроме этого, на нас завязаны все оружейные заказы», — пояснил он, — в частности, напомнив, что на 2014 год у предприятия заключён «крупный контракт на производство ракетных комплексов для Министерства обороны России».
Конечно, есть проблемы, но они, как правило, оперативно решаются, а в целом ситуация стабильная. У предприятия крупные заказы на производство спортивно-охотничьего оружия. В прошлом году мы производили до 3,5 тысячи единиц  такого оружия в месяц, в этом планируем увеличить производство на 15 - 20 процентов. Участие в двух самых больших мировых специализированных выставках в Лас-Вегасе и Нюрнберге показало, что интерес к нашей продукции есть. Задержек по зарплате нет, более того, в 2013 году она повысилась в среднем по заводу на 8 процентов. Предприятие стабильно получает хоть и небольшую, но прибыль, которая идет на инвестиции в модернизацию производства, наращивание оборотных средств и погашение долгов. Кроме этого, численность персонала предприятия не уменьшалась — наоборот, из-за увеличения объемов мы остро нуждаемся в квалифицированных кадрах, прежде всего в станочниках.
…
На ближайшую перспективу решили двигаться в трех направлениях: усовершенствование нашего трендового оружия “Вепрь-12 Молот”, разработка и производство нелетального оружия самообороны и создание нового перспективного патронного комплекса. Развитие этих направлений даст нам конкурентные преимущества в целом ряде сегментов мирового рынка и позволит укрепить экономику предприятия.Сергей Уржумцев
В конце апреля было решено продлить процедуру банкротства до 16 октября. Общий размер кредиторской задолженности с учетом текущих платежей, процентов, предусмотренных Законом о банкротстве, составил 2 млрд 428 млн рублей. Предполагаемый размер поступлений от продажи имущества должника, включая денежные средства на счетах — 2 млрд 67 млн рублей.
20 октября Арбитражный суд Кировской области повторно продлил процедуру банкротства на заводе.

### 2015 год
В феврале 2015 года «Молот» продал одно из своих дочерних предприятий — одноимённый санаторий-профилакторий.

### 2017 год
В апреле 2017 года завод «Молот-Оружие» (дочерняя компания завода «Молот») объявил о начале выпуска карабинов «Егерь».
В феврале 2017 года завод «Молот» выставили на продажу.
27 октября 2017 года «Молот» попал в список компаний, попавших под новые санкции США.

### 2025 год
В апреле 2025 года коллектив награждён орденом Александра Невского.

## Акционеры
- «Ростехнологии» — 50,67 %

## Продукция

### Боевое оружие
- Противотанковые ракетные комплексы серии 9К115 «Метис»
- Ручной противотанковый гранатомет РПГ-29 (Индекс ГРАУ — 6Г20)
- Ручной пулемёт Калашникова РПК 7,62 × 39 мм (Индекс ГРАУ — 6П2)
- Ручной пулемёт Калашникова РПК-74 5,45 × 39 мм (Индекс ГРАУ — 6П18)
- Ручной пулемёт Калашникова модернизированный РПК-74М 5,45 × 39 мм (Индекс ГРАУ — 6П39)
- Ручной пулемёт Калашникова со складывающимся прикладом РПК-201 5,56 × 45 мм НАТО (Индекс ГРАУ — 6П55)
- Ручной пулемёт Калашникова РПК-203 7,62 × 39 мм (Индекс ГРАУ — 6П8М)
- 30-мм автоматический гранатомёт АГС-17 «Пламя» 30 × 29 мм (Индекс ГРАУ — 6Г11, индекс гранатомёта со станком — 6Г10, обозначение КБ 216П)
- 30-мм автоматический авиационный гранатомёт АГ-17А 30 × 29 мм (Индекс ГРАУ — 9-А-800)
- 30-мм автоматический гранатомёт АГ-17М 30 × 29 мм (Индекс ГРАУ — 6Г11М)
- 30-мм автоматический гранатомёт с дистанционным управлением АГ-17Д 30 × 29 мм (Индекс ГРАУ — 6Г42)

### Гражданское спортивно-охотничье оружие
- Гладкоствольное охотничье оружие
  - Помповые ружья серии «Бекас-М» (РП-12М, РП-16М)
  - Самозарядные ружья серии «Бекас-М авто» (РС-12М, РС-16М, ВПО-201)
  - Карабин охотничий самозарядный «Вепрь-12 Молот» (ВПО-205)
  - Самозарядные ружья серии «Тукан» (ВПО-210, ВПО-211)
  - Ружьё ОФ-93
- Нарезное охотничье оружие
  - Карабин охотничий самозарядный «Вепрь» (СОК-94, СОК-95, СОК-97, ВПО-123, СОК-98Е, СОК-243, ВПО-132, ВПО-128)
  - Карабин охотничий самозарядный «Вепрь-Супер» (СОК-95М, СОК-97М)
  - Карабин охотничий самозарядный «Вепрь-Пионер» (СОК-97Р)
  - Карабин охотничий самозарядный «Вепрь-Хантер» (ВПО-101, 101М, ВПО-102, 102М, ВПО-124)
  - Карабин охотничий многозарядный КО 91/30, КО 91/30М 7,62 × 54 мм R на базе трёхлинейной винтовки Мосина
  - Карабин охотничий самозарядный ОП-СКС 7,62 × 39 мм на базе самозарядного карабина Симонова
  - Карабин охотничий самозарядный «Вепрь-1В» (ВПО-125) 5,56 × 45 мм НАТО на базе ручного пулемёта Калашникова РПК-74
  - Карабин охотничий самозарядный «Вепрь-К» (ВПО-133) 7,62 × 39 мм на базе Автомата Калашникова Модернизированного АКМ
  - Карабин охотничий самозарядный «Вепрь-КМ» (ВПО-136) 7,62 × 39 мм на базе Автомата Калашникова Модернизированного
  - Карабин охотничий самозарядный «Вепрь-15» (ВПО-140) 5,56 × 45 мм НАТО, копия AR-15 на базе комплектующих Waffen Schumacher GmbH
- Травматическое оружие
  - Травматический пистолет «Лидер» (ВПО-501) на базе пистолета ТТ
  - Травматический пистолет «Лидер-М» (ВПО-509) на базе пистолета ТТ
  - Неавтоматический травматический пистолет (ВПО-507)
  - Травматический пистолет (ВПО-514)
- Сигнальное оружие
  - Сигнальный револьвер «Наган-С» (ВПО-503) на базе револьвера системы Нагана
  - Сигнальный пистолет «ТТ-С» (ВПО-506) на базе пистолета ТТ
- Пневматическое оружие
  - Пневматическая газобаллонная винтовка ППШ-М «Папаша» (ВПО-512) на базе Пистолет-Пулемёта Шпагина ППШ-41
- Массо-габаритные макеты оружия (ММГ) и сувениры в форме оружия
  - Муляж массо-габаритный ручного пулемета Калашникова (ММГ-РПК) на базе Ручного Пулемёта Калашникова РПК-74
  - Муляж массо-габаритный пистолета-пулемета Шпагина (ММГ-ППШ-41) на базе Пистолет-Пулемёта Шпагина ППШ-41
- Арбалеты

### Товары гражданского назначения
- Стальные канистры для горюче-смазочных материалов
- Бензопламенные пистолеты «Огонёк»
- Переносные туристические печи «Дымок»
- Металлические шкафы для хранения оружия
- Автомототехника
- Газовое отопительное оборудование
- Автоматы для фасовки и упаковки пищевых продуктов
- Гомогенизаторы сливочного масла
- Установки нанесения латексного покрытия
- Деревообрабатывающие станки
- Комплектующие для нефтяного оборудования